# Maurice „Rocket” Richard-trófea

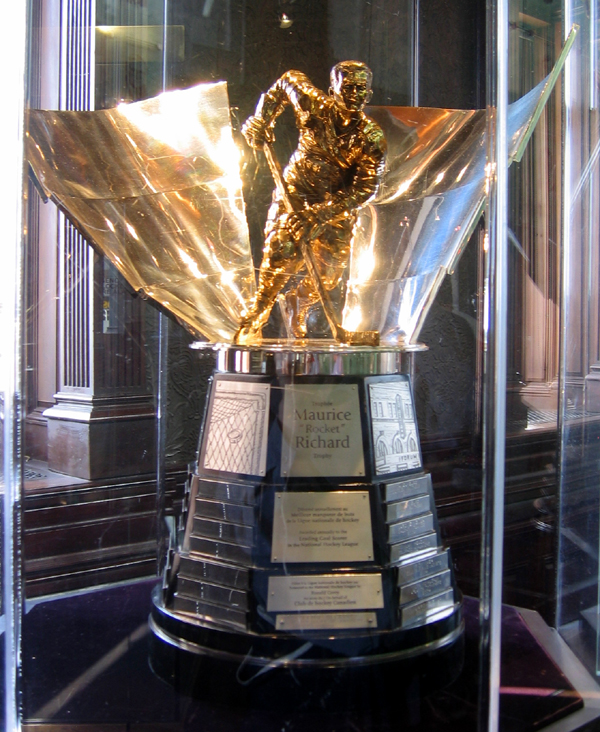
A trófea a Jégkorong Hírességek Csarnokában

A Maurice „Rocket” Richard Trófea egy díj melyet a National Hockey League-ben, melyet a liga legtöbb gólt ütő játékosa kap a szezon végén. A Montréal Canadiens csapata ajánlotta a ligának a trófea létrehozását az 1998–1999-es szezonban.

## Története
A trófeát Maurice „Rocket” Richard tiszteletére nevezték el, aki a Canadies jobb szélsője volt. Ötször lett a liga gólkirálya pályafutása alatt és az 1944–1945-ös szezonban ő lett az első játékos a liga történetében, aki 50 gólt ütött a szezonban és ez 50 gól 50 meccses szezon lett, ami csak a legkiválóbb csatároknak sikerült. A liga történetében (a holtversenyeket félnek számolva) a Montréal Canadiens 14, a Toronto Maple Leafs 11, a Boston Bruins, a Detroit Red Wings és a Chicago Blackhawks 8,5 és az Edmonton Oilers 7 alkalommal adta a gólkirályt.

## A Maurice „Rocket” Richard-trófea győztesei

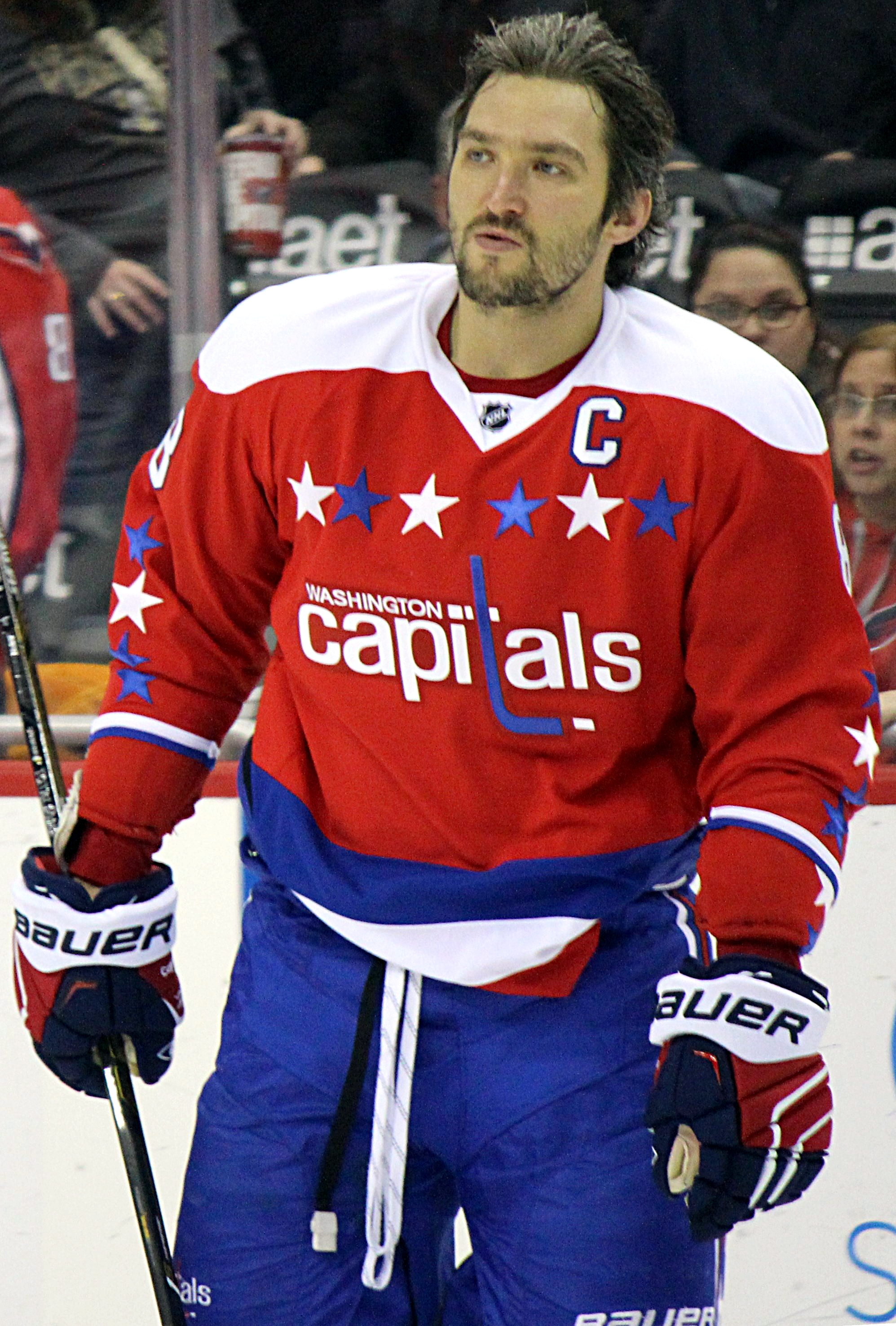
Alekszandr Ovecskin

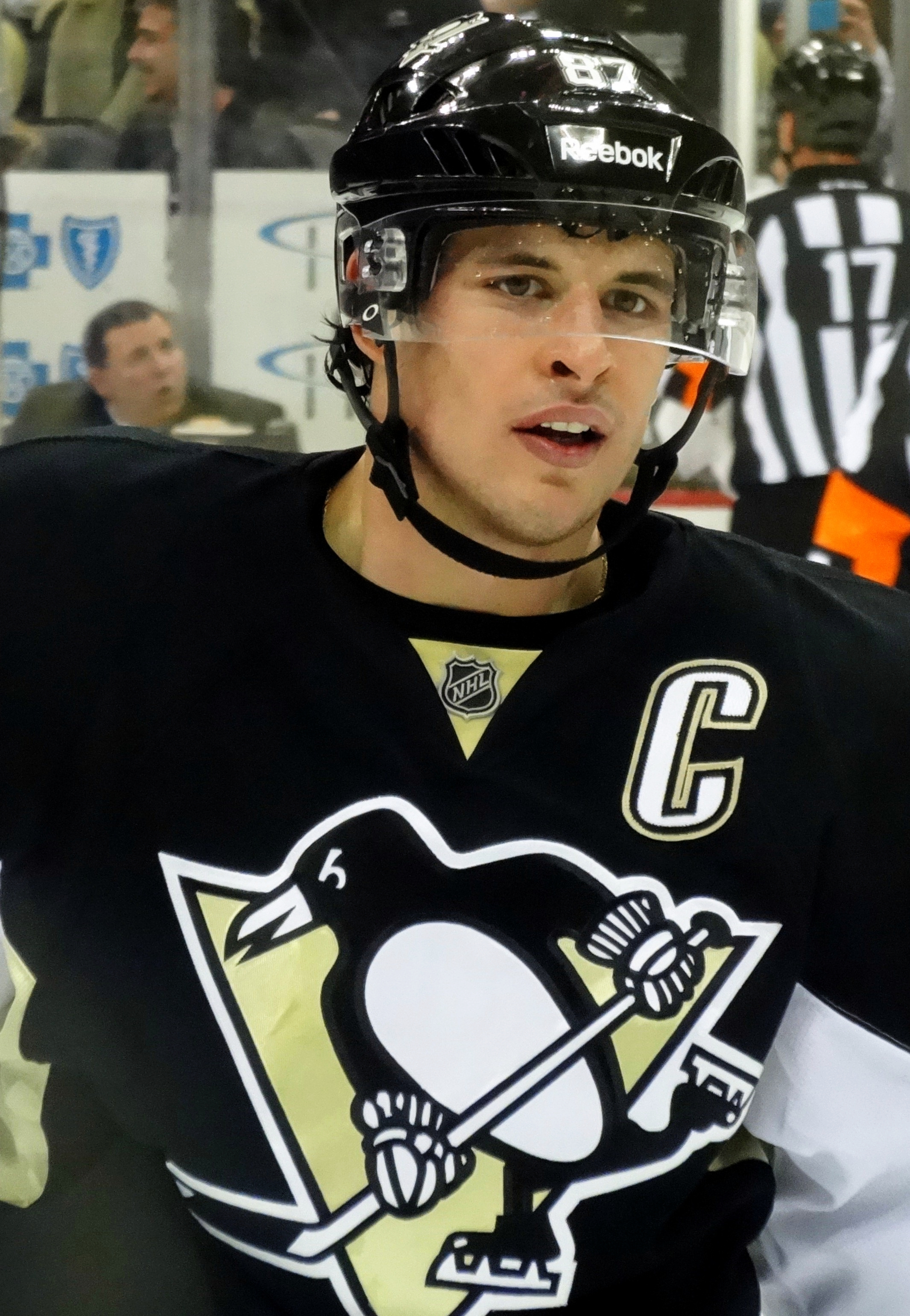
Sidney Crosby

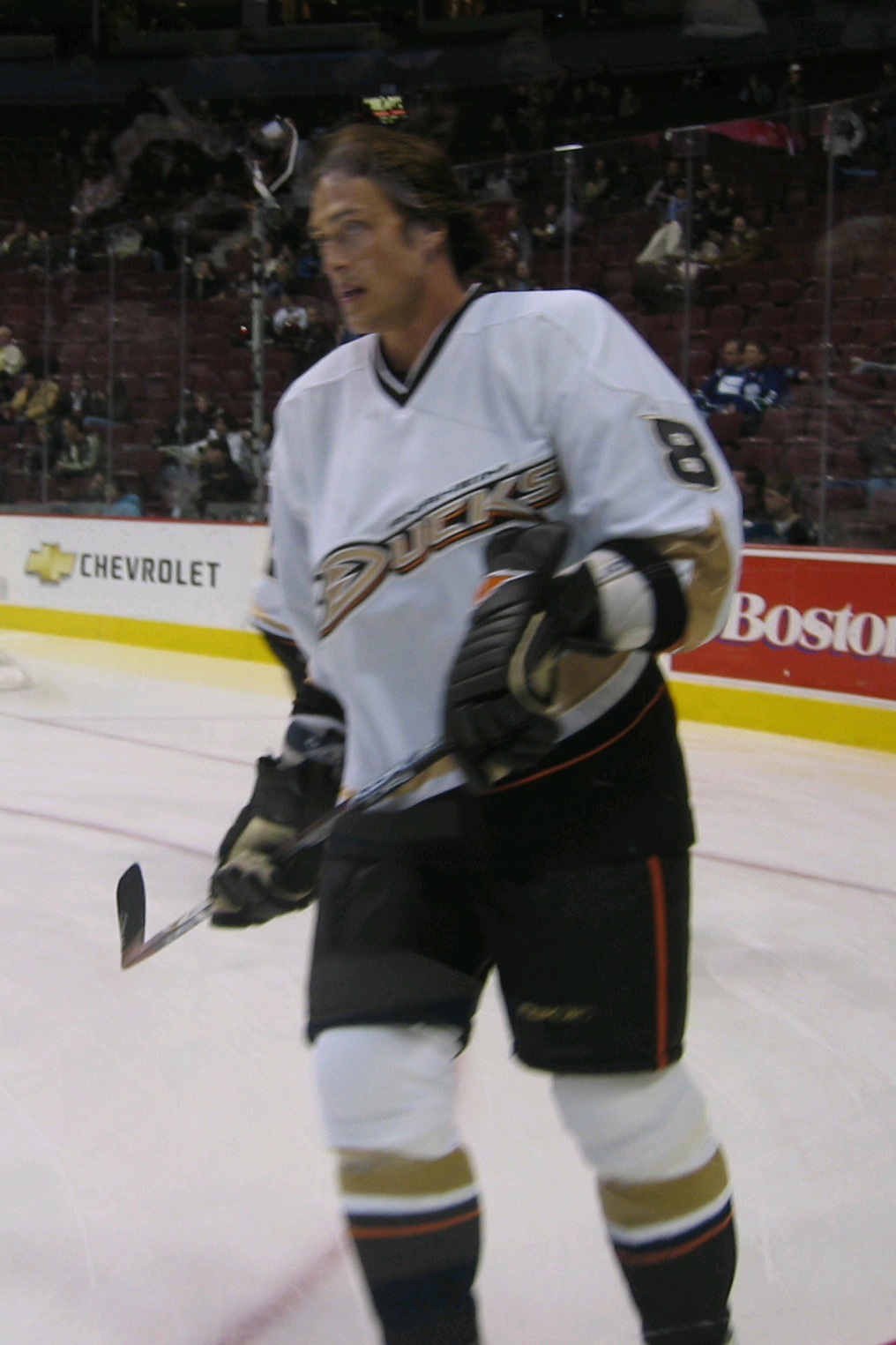
Teemu Selänne

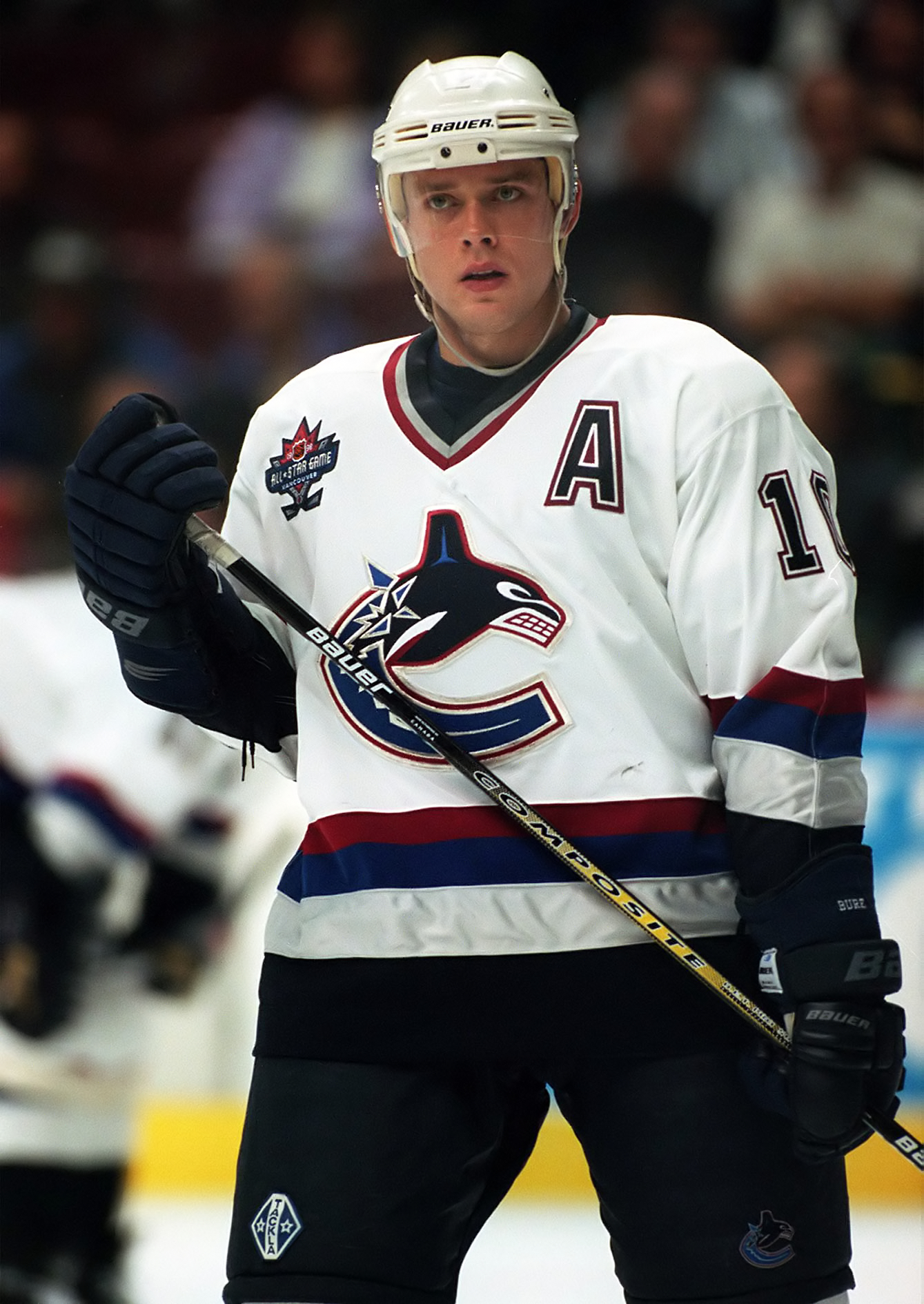
Pavel Bure

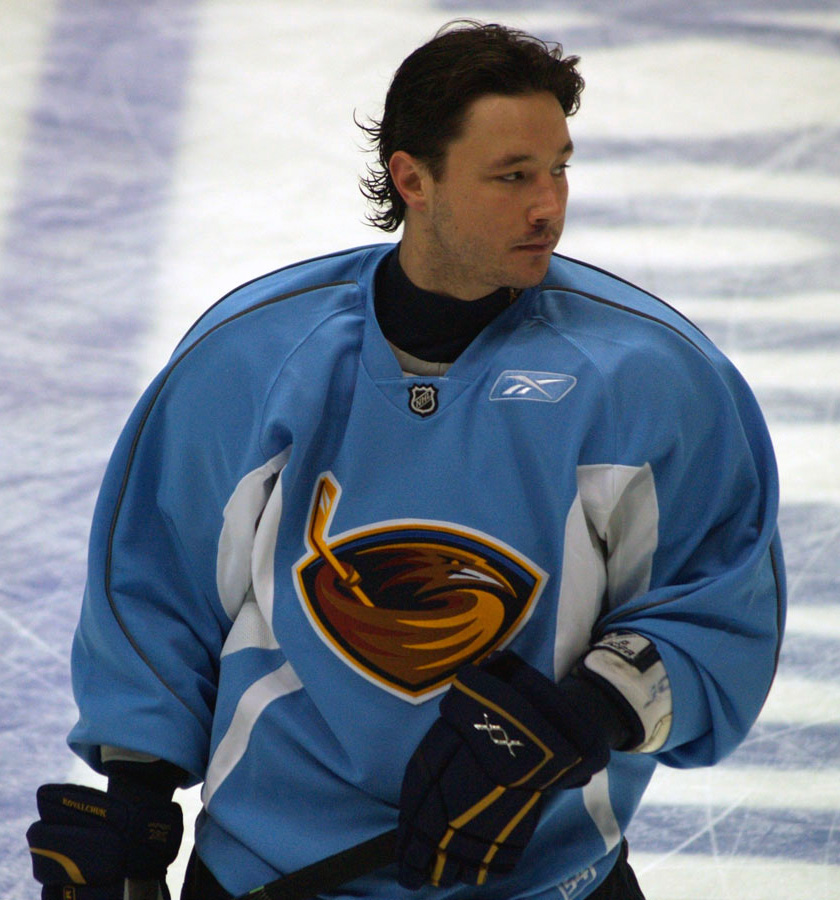
Ilja Kovalcsuk

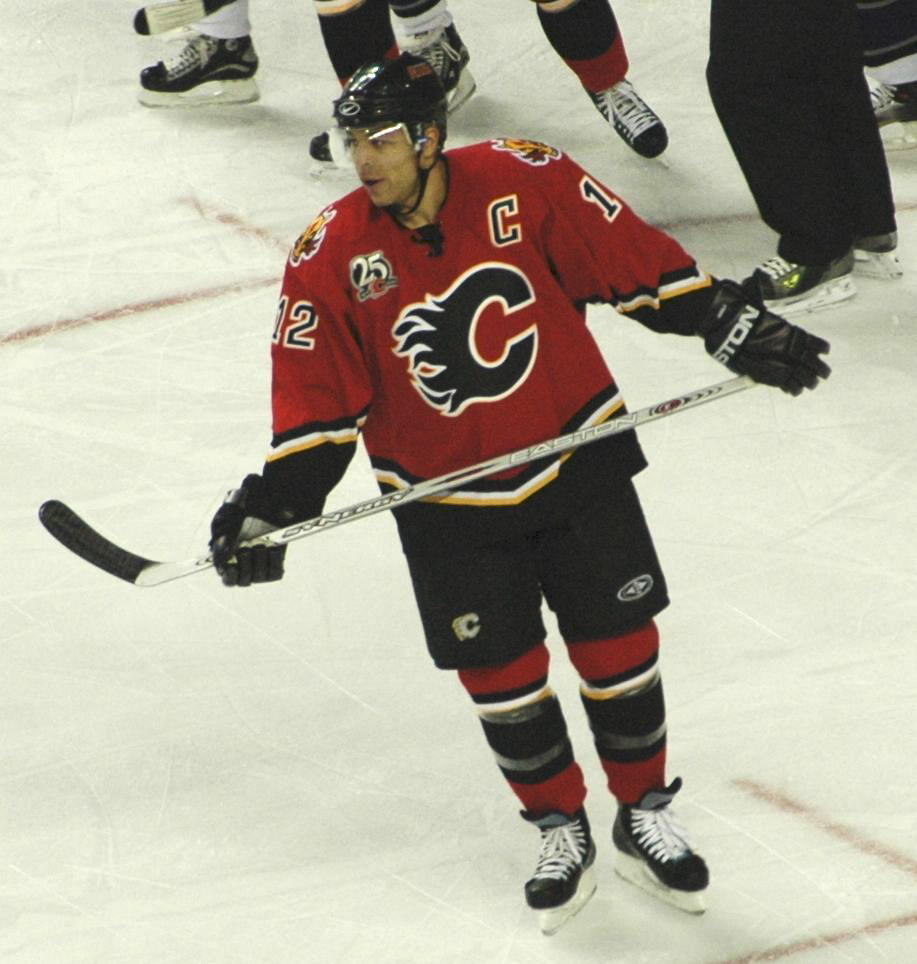
Jarome Iginla

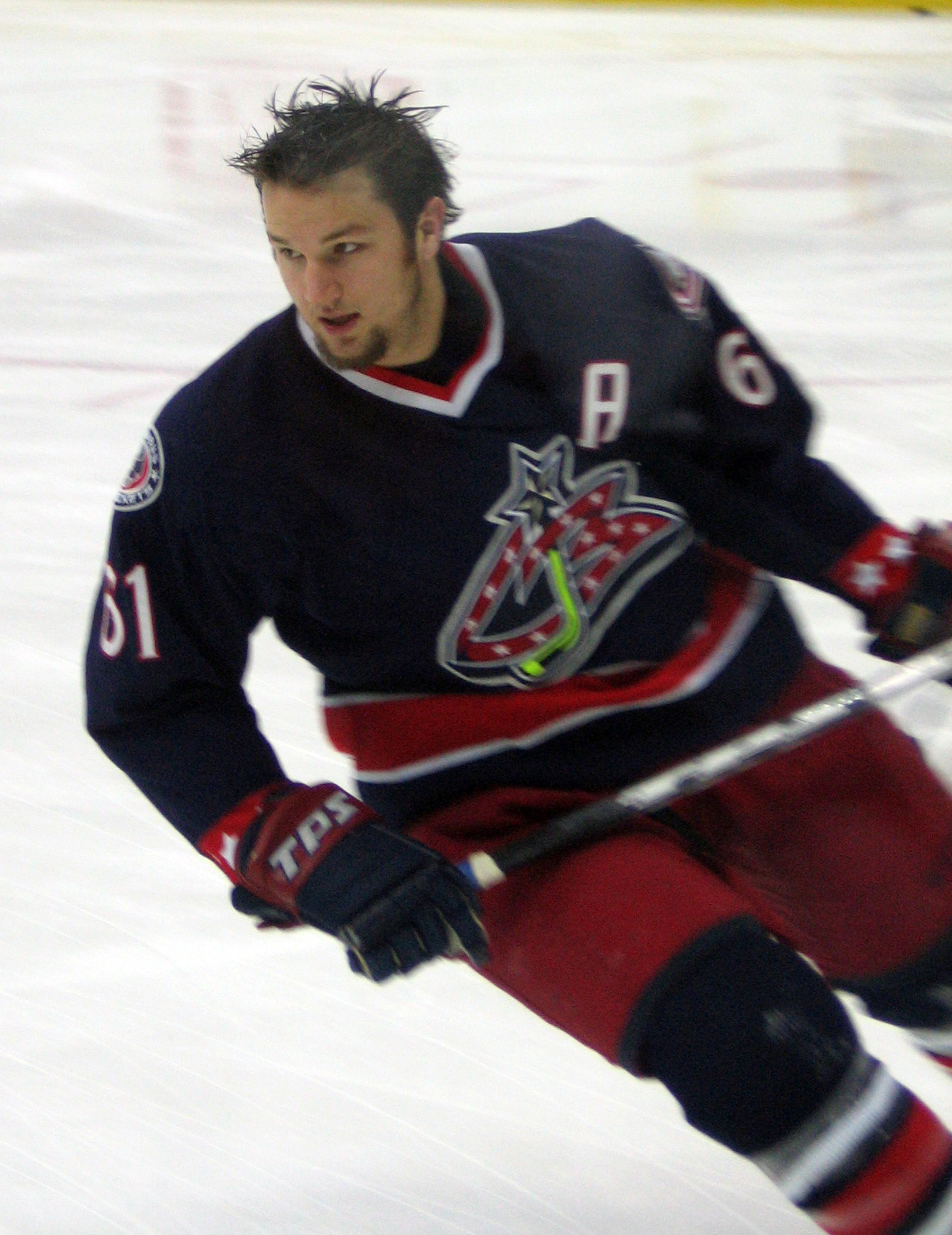
Rick Nash

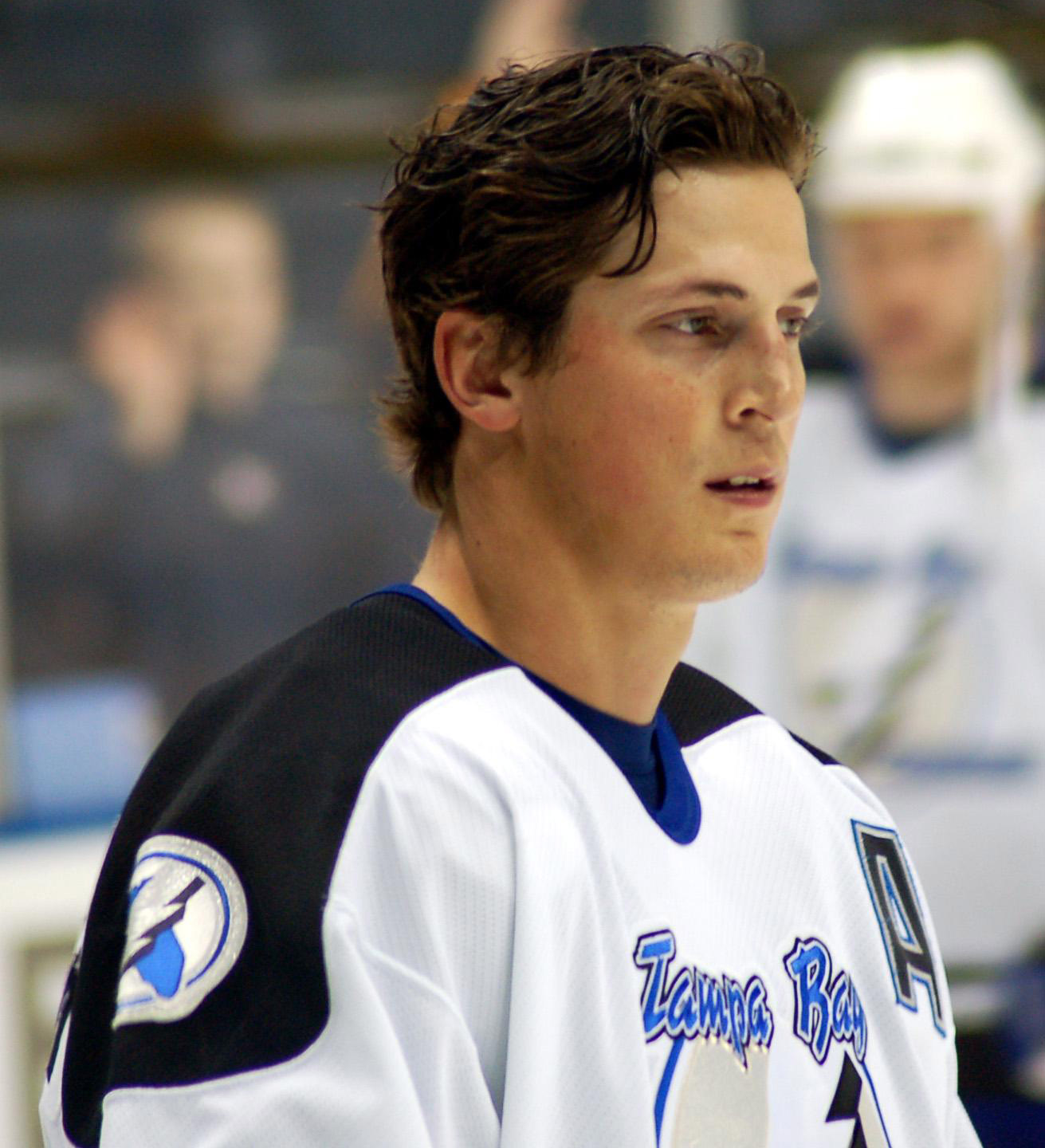
Vincent Lecavalier

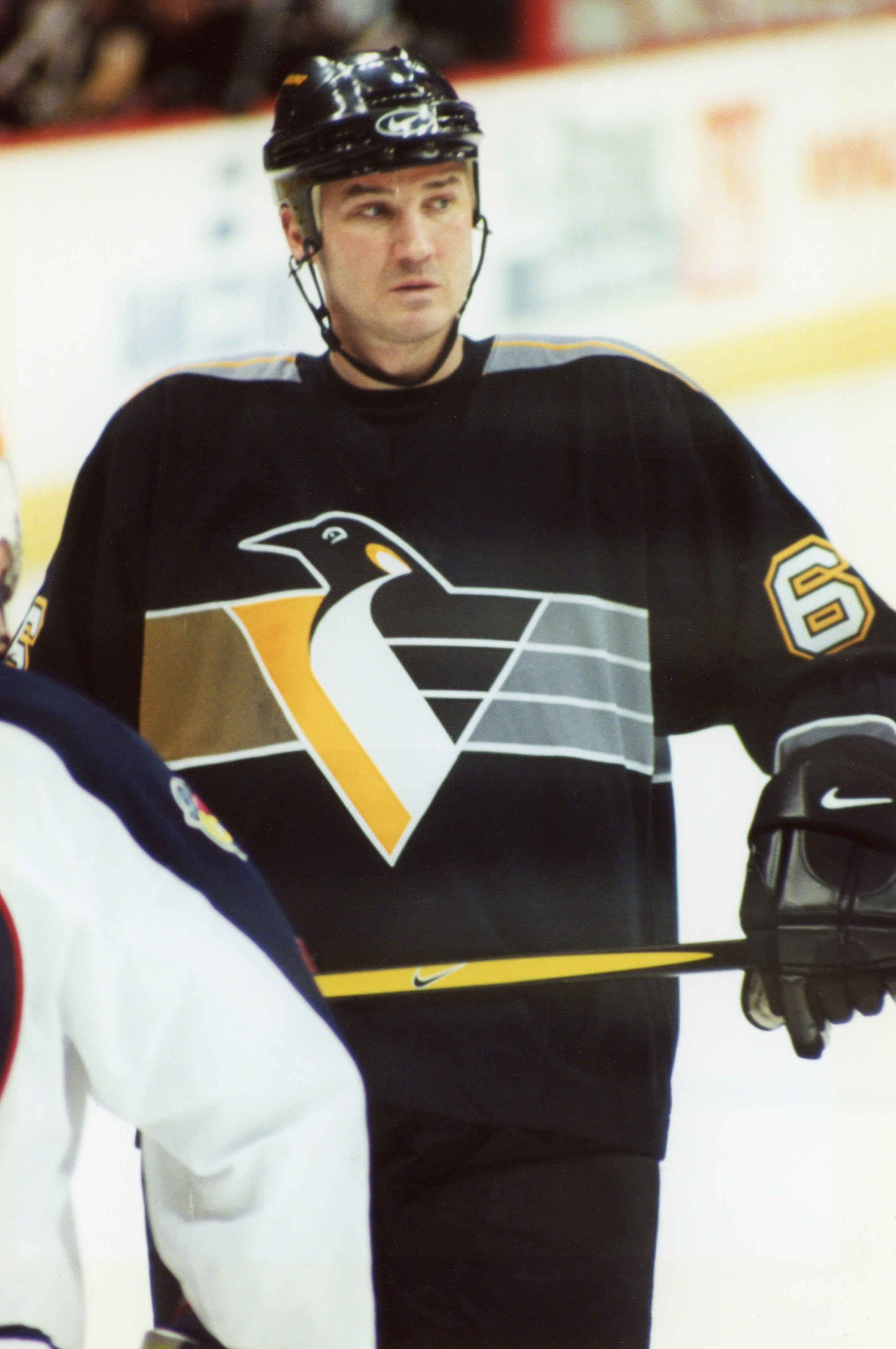
Mario Lemieux

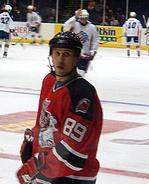
Alekszandr Mogilnij

| Szezon    | Győztes(ek)                            | Csapat(ok)                                             | Gólok                            | #                                |
| --------- | -------------------------------------- | ------------------------------------------------------ | -------------------------------- | -------------------------------- |
| 2024–2025 | Leon Draisaitl                         | Edmonton Oilers                                        | 52                               | 1                                |
| 2023–2024 | Auston Matthews                        | Toronto Maple Leafs                                    | 69                               | 3                                |
| 2022–2023 | Connor McDavid                         | Edmonton Oilers                                        | 64                               | 1                                |
| 2021–2022 | Auston Matthews                        | Toronto Maple Leafs                                    | 60                               | 2                                |
| 2020–2021 | Auston Matthews                        | Toronto Maple Leafs                                    | 41                               | 1                                |
| 2019–2020 | Alekszandr Ovecskin David Pastrňák     | Washington Capitals Boston Bruins                      | 48                               | 9 1                              |
| 2018–2019 | Alekszandr Ovecskin                    | Washington Capitals                                    | 51                               | 8                                |
| 2017–2018 | Alekszandr Ovecskin                    | Washington Capitals                                    | 49                               | 7                                |
| 2016–2017 | Sidney Crosby                          | Pittsburgh Penguins                                    | 44                               | 2                                |
| 2015–2016 | Alekszandr Ovecskin                    | Washington Capitals                                    | 50                               | 6                                |
| 2014–2015 | Alekszandr Ovecskin                    | Washington Capitals                                    | 53                               | 5                                |
| 2013–2014 | Alekszandr Ovecskin                    | Washington Capitals                                    | 51                               | 4                                |
| 2012–2013 | Alekszandr Ovecskin                    | Washington Capitals                                    | 32*                              | 3                                |
| 2011–2012 | Steven Stamkos                         | Tampa Bay Lightning                                    | 60                               | 2                                |
| 2010–2011 | Corey Perry                            | Anaheim Ducks                                          | 50                               | 1                                |
| 2009–2010 | Sidney Crosby Steven Stamkos           | Pittsburgh Penguins Tampa Bay Lightning                | 51                               | 1                                |
| 2008–2009 | Alekszandr Ovecskin                    | Washington Capitals                                    | 56                               | 2                                |
| 2007–2008 | Alekszandr Ovecskin                    | Washington Capitals                                    | 65                               | 1                                |
| 2006–2007 | Vincent Lecavalier                     | Tampa Bay Lightning                                    | 52                               | 1                                |
| 2005–2006 | Jonathan Cheechoo                      | San Jose Sharks                                        | 56                               | 1                                |
| 2004–2005 | A lockout miatt nem volt győztes       | A lockout miatt nem volt győztes                       | A lockout miatt nem volt győztes | A lockout miatt nem volt győztes |
| 2003–2004 | Jarome Iginla Ilja Kovalcsuk Rick Nash | Calgary Flames Atlanta Thrashers Columbus Blue Jackets | 41                               | 2 1                              |
| 2002–2003 | Milan Hejduk                           | Colorado Avalanche                                     | 50                               | 1                                |
| 2001–2002 | Jarome Iginla                          | Calgary Flames                                         | 52                               | 2                                |
| 2000–2001 | Pavel Bure                             | Florida Panthers                                       | 59                               | 2 (3)                            |
| 1999–2000 | Pavel Bure                             | Florida Panthers                                       | 58                               | 1 (2)                            |
| 1998–1999 | Teemu Selänne                          | Mighty Ducks of Anaheim                                | 47                               | 1 (3)                            |

## A trófea létezése előtti győztesek
| Szezon    | Győztes(ek)                                | Csapat(ok)                                        | Gólok |
| --------- | ------------------------------------------ | ------------------------------------------------- | ----- |
| 1997–1998 | Peter Bondra Teemu Selänne                 | Washington Capitals Mighty Ducks of Anaheim       | 52    |
| 1996–1997 | Keith Tkachuk                              | Phoenix Coyotes                                   | 52    |
| 1995–1996 | Mario Lemieux                              | Pittsburgh Penguins                               | 69    |
| 1994–1995 | Peter Bondra                               | Washington Capitals                               | 34*   |
| 1993–1994 | Pavel Bure                                 | Vancouver Canucks                                 | 60    |
| 1992–1993 | Alekszandr Mogilnij Teemu Selänne          | Buffalo Sabres Winnipeg Jets                      | 76    |
| 1991–1992 | Brett Hull                                 | St. Louis Blues                                   | 70    |
| 1990–1991 | Brett Hull                                 | St. Louis Blues                                   | 86    |
| 1989–1990 | Brett Hull                                 | St. Louis Blues                                   | 72    |
| 1988–1989 | Mario Lemieux                              | Pittsburgh Penguins                               | 85    |
| 1987–1988 | Mario Lemieux                              | Pittsburgh Penguins                               | 70    |
| 1986–1987 | Wayne Gretzky                              | Edmonton Oilers                                   | 62    |
| 1985–1986 | Jari Kurri                                 | Edmonton Oilers                                   | 68    |
| 1984–1985 | Wayne Gretzky                              | Edmonton Oilers                                   | 73    |
| 1983–1984 | Wayne Gretzky                              | Edmonton Oilers                                   | 87    |
| 1982–1983 | Wayne Gretzky                              | Edmonton Oilers                                   | 71    |
| 1981–1982 | Wayne Gretzky                              | Edmonton Oilers                                   | 92    |
| 1980–1981 | Mike Bossy                                 | New York Islanders                                | 68    |
| 1979–1980 | Blaine Stoughton Charlie Simmer Danny Gare | Hartford Whalers Los Angeles Kings Buffalo Sabres | 56    |
| 1978–1979 | Mike Bossy                                 | New York Islanders                                | 69    |
| 1977–1978 | Guy Lafleur                                | Montréal Canadiens                                | 60    |
| 1976–1977 | Steve Shutt                                | Montréal Canadiens                                | 60    |
| 1975–1976 | Reggie Leach                               | Philadelphia Flyers                               | 61    |
| 1974–1975 | Phil Esposito                              | Boston Bruins                                     | 61    |
| 1973–1974 | Phil Esposito                              | Boston Bruins                                     | 68    |
| 1972–1973 | Phil Esposito                              | Boston Bruins                                     | 55    |
| 1971–1972 | Phil Esposito                              | Boston Bruins                                     | 66    |
| 1970–1971 | Phil Esposito                              | Boston Bruins                                     | 76    |
| 1969–1970 | Phil Esposito                              | Boston Bruins                                     | 43    |
| 1968–1969 | Bobby Hull                                 | Chicago Black Hawks                               | 58    |
| 1967–1968 | Bobby Hull                                 | Chicago Black Hawks                               | 44    |
| 1966–1967 | Bobby Hull                                 | Chicago Black Hawks                               | 52    |
| 1965–1966 | Bobby Hull                                 | Chicago Black Hawks                               | 54    |
| 1964–1965 | Norm Ullman                                | Detroit Red Wings                                 | 42    |
| 1963–1964 | Bobby Hull                                 | Chicago Black Hawks                               | 43    |
| 1962–1963 | Gordie Howe                                | Detroit Red Wings                                 | 38    |
| 1961–1962 | Bobby Hull                                 | Chicago Black Hawks                               | 50    |
| 1960–1961 | Bernard Geoffrion                          | Montréal Canadiens                                | 50    |
| 1959–1960 | Bronco Horvath Bobby Hull                  | Boston Bruins Chicago Black Hawks                 | 39    |
| 1958–1959 | Jean Béliveau                              | Montréal Canadiens                                | 45    |
| 1957–1958 | Dickie Moore                               | Montréal Canadiens                                | 36    |
| 1956–1957 | Gordie Howe                                | Detroit Red Wings                                 | 44    |
| 1955–1956 | Jean Béliveau                              | Montréal Canadiens                                | 47    |
| 1954–1955 | Maurice Richard Bernard Geoffrion          | Montréal Canadiens                                | 38    |
| 1953–1954 | Maurice Richard                            | Montréal Canadiens                                | 37    |
| 1952–1953 | Gordie Howe                                | Detroit Red Wings                                 | 49    |
| 1951–1952 | Gordie Howe                                | Detroit Red Wings                                 | 47    |
| 1950–1951 | Gordie Howe                                | Detroit Red Wings                                 | 43    |
| 1949–1950 | Maurice Richard                            | Montréal Canadiens                                | 43    |
| 1948–1949 | Sid Abel                                   | Detroit Red Wings                                 | 28    |
| 1947–1948 | Ted Lindsay                                | Detroit Red Wings                                 | 33    |
| 1946–1947 | Maurice Richard                            | Montréal Canadiens                                | 45    |
| 1945–1946 | Gaye Stewart                               | Toronto Maple Leafs                               | 37    |
| 1944–1945 | Maurice Richard                            | Montréal Canadiens                                | 50    |
| 1943–1944 | Doug Bentley                               | Chicago Black Hawks                               | 38    |
| 1942–1943 | Doug Bentley                               | Chicago Black Hawks                               | 33    |
| 1941–1942 | Lynn Patrick                               | New York Rangers                                  | 32    |
| 1940–1941 | Bryan Hextall                              | New York Rangers                                  | 26    |
| 1939–1940 | Bryan Hextall                              | New York Rangers                                  | 24    |
| 1938–1939 | Roy Conacher                               | Boston Bruins                                     | 26    |
| 1937–1938 | Gordie Drillon                             | Toronto Maple Leafs                               | 26    |
| 1936–1937 | Larry Aurie Nels Stewart                   | Detroit Red Wings New York Americans              | 23    |
| 1935–1936 | Bill Thoms Charlie Conacher                | Toronto Maple Leafs                               | 23    |
| 1934–1935 | Charlie Conacher                           | Toronto Maple Leafs                               | 36    |
| 1933–1934 | Charlie Conacher                           | Toronto Maple Leafs                               | 32    |
| 1932–1933 | Bill Cook                                  | New York Rangers                                  | 28    |
| 1931–1932 | Charlie Conacher                           | Toronto Maple Leafs                               | 34    |
| 1930–1931 | Charlie Conacher                           | Toronto Maple Leafs                               | 31    |
| 1929–1930 | Ralph Weiland                              | Boston Bruins                                     | 43    |
| 1928–1929 | Ace Bailey                                 | Toronto Maple Leafs                               | 22    |
| 1927–1928 | Howie Morenz                               | Montréal Canadiens                                | 33    |
| 1926–1927 | Bill Cook                                  | New York Rangers                                  | 33    |
| 1925–1926 | Nels Stewart                               | Montréal Maroons                                  | 34    |
| 1924–1925 | Cecil Dye                                  | Toronto St. Pats                                  | 38    |
| 1923–1924 | Cy Denneny                                 | Ottawa Senators                                   | 22    |
| 1922–1923 | Cecil Dye                                  | Toronto St. Pats                                  | 26    |
| 1921–1922 | Punch Broadbent                            | Ottawa Senators                                   | 32    |
| 1920–1921 | Cecil Dye                                  | Toronto St. Patricks                              | 35    |
| 1919–1920 | Joe Malone                                 | Québec Bulldogs                                   | 39    |
| 1918–1919 | Newsy Lalonde Odie Cleghorn                | Montréal Canadiens                                | 23    |
| 1917–1918 | Joe Malone                                 | Montréal Canadiens                                | 44    |

- A *-gal jelölt rövidített szezon volt